# Inez Fischer-Credo
Inez Fischer-Credo (10 de septiembre de 1933-2 de octubre de 2016) fue una jinete canadiense que compitió en la modalidad de doma. Ganó una medalla de bronce en los Juegos Panamericanos de 1967, en la prueba por equipos.

## Palmarés internacional
| Juegos Panamericanos | Juegos Panamericanos | Juegos Panamericanos | Juegos Panamericanos |
| Año                  | Lugar                | Medalla              | Categoría            |
| -------------------- | -------------------- | -------------------- | -------------------- |
| 1967                 | Winnipeg (Canadá)    | Medalla de bronce    | Por equipos          |